# Daniel Memmert
Daniel Memmert (* 1971 in Nürnberg) ist ein deutscher Sportwissenschaftler und Hochschullehrer.

## Leben
Memmert studierte in Konstanz und Heidelberg Sport und Mathematik für das Lehramt. Nach dem zweiten Staatsexamen war er ab 1999 erst als wissenschaftlicher Mitarbeiter, später als Akademischer Rat am Institut für Sport und Sportwissenschaft der Ruprecht-Karls-Universität Heidelberg tätig, während er zusätzlich als Sportlehrer am Leonardo-da-Vinci-Gymnasium in Neckargemünd arbeitete.
2003 erlangte er die Doktorwürde, seine Arbeit „Ein aufgabenorientierter Ansatz zur Analyse von Kognitionen im Sportspiel“ wurde bei der Verleihung des Nachwuchspreises der Deutschen Vereinigung für Sportwissenschaft 2003 mit dem dritten Platz ausgezeichnet. 2008 schloss er seine Habilitation (Thema: „Kreativität im Sportspiel“) ab, die beim DOSB-Wissenschaftspreis mit dem dritten Platz prämiert wurde.
2017 trat Memmert das Amt als geschäftsführender Institutsleiter am Institut für Trainingswissenschaft und Sportinformatik an der Deutschen Sporthochschule Köln an. Von 2009 bis 2016 war er Institutsleiter am Institut für Kognitions- und Sportspielforschung an der Deutschen Sporthochschule Köln. 2014 war er Gastprofessor an der Universität Wien.
Von 2009 bis 2013 war Memmert Geschäftsführer der Arbeitsgemeinschaft für Sportpsychologie, Von 2008 bis 2022 war er bei der Deutschen Vereinigung für Sportwissenschaft stellvertretender Sprecher der Kommission „Sportspiele“. Von 2012 bis 2017 war er Herausgeber der Zeitschrift für Sportwissenschaft (verhaltenswissenschaftlicher Bereich). Von 2016 bis 2017 war er Mitherausgeber für den Bereich Psychologie der Zeitschrift Research Quarterly for Exercise and Sport. Seit 2017 ist er Mitherausgeber der Zeitschrift für Sportpsychologie. 2023 wurde er Chefredakteur der Zeitschrift für Sportpsychologie und 2025 einer mehrerer leitender Redakteure des Journal of Sport Science.
Seine Forschungsschwerpunkte liegen in der Sportspielforschung, in den sportpsychologischen Feldern Aufmerksamkeit und Motivation, in der Bewegungswissenschaft (Kognition und Motorik), in Aspekten der Kinder- und Jugendforschung, in der Sportinformatik (insbesondere Mustererkennung und Simulation), in der Evaluationsforschung sowie in der Forschungsmethodik.
Er warb mehrere Projekte der Deutschen Forschungsgemeinschaft (DFG) im Bereich Informatik und Psychologie ein, wobei das Projekt „Interaktive und intelligente Systeme, Bild- und Sprachverarbeitung, Computergraphik und Visualisierung“ von 2008 bis 2018 gefördert wurde. Des Weiteren führte er vom Bundesministerium für Bildung und Forschung geförderte Projekte in den Themenbereichen Künstliche Intelligenz und Maschinelles Lernen sowie vom Bundesinstitut für Sportwissenschaft geförderte Projekte für die Sportarten Rugby, Basketball, Hockey sowie zu den Themen Spielmanipulation und Optimierung von Leistung im Hochleistungssport aus.
Er besitzt Trainerlizenzen in den Sportarten Fußball, Tennis, Snowboard sowie Ski-Alpin und ist Herausgeber und Autor von Lehrbüchern zum modernen Fußballtraining. Er ist Studiengangsleiter des im Wintersemester 2015/16 eingeführten Masterstudiengangs „Spielanalyse“ an der DSHS Köln und leitet Studiengänge zur Aus- und Weiterbildung von Sportdirektoren im Nachwuchsleistungs- und Amateurfußball sowie zum Thema Spielanalyse.
Memmert veröffentlichte mehrere Bücher, unter anderem „Sportinformatik“, „Optimales Taktiktraining im Leistungsfußball“ sowie „Revolution im Profifußball“ (gemeinsam mit Dominik Raabe), „Sports Technology“ sowie „Optimales Taktiktraining im Leistungsfußball“ und übernahm die Leitung von Forschungsprojekten im Bereich Profifußball, darunter die von der Deutschen Fußball Liga (DFL) und dem Deutschen Fußball-Bund (DFB) unterstützten Forschungsvorhaben „Umfassende Bestandsanalyse zur Nutzung von Positionsdaten sowie eine exemplarischen Leistungsstandanalyse des deutschen Profifußballs“, und „Längsschnitt-Evaluierung der Schiedsrichterleistungen bei spielrelevanten Szenen und Erstellung eines Auswertungstools zur Fortführung dieser Analyse“.
Neben seiner wissenschaftlichen Tätigkeit ist Memmert als Referent sowie als Berater für Unternehmen und Führungskräfte tätig.

## Schriften (Auswahl)
2025 - Memmert, D. & Medernich, J. (2025, Herbst). Kognitives Athletiktraining im Klettern und Bouldern. Berlin: Springer-Verlag.
2025 - Memmert, D. & König, S. (2025, Herbst). Kognitives Athletiktraining im Handball. Berlin: Springer-Verlag.
2025 - Memmert, D., Schwab, S., & Ludwig, C. (2025, Herbst). Kognitives Athletiktraining im Fußball. Berlin: Springer-Verlag.
2025 - Memmert, D., (Hrsg.) (2025, Frühjahr). Künstliche Intelligenz und maschinelles Lernen in der Sportwissenschaft. Berlin: Springer-Verlag.
2025 - Memmert, D., (Ed.) (2025, spring). Artificial intelligence and machine learning in sports science. Berlin: Springer-Verlag.
2024 - Memmert (Hrsg.) (2024). Sports Technology. Technology, Fields of Application, Sports Equipment and Materials for Sport. Berlin: Springer-Verlag.
2024 - Memmert, D., Strauß, B. & Theweleit, D. (2024). Mind Match Football - The Final Step to Become a Champion. Berlin: Springer-Verlag.
2024 - Memmert (Hrsg.) (2024). Computer Science in Sport: Modelling, Simulation, Data Analysis and Visualization of Sports-Related Data. Berlin: Springer-Verlag.
2024 - Memmert, D. & König, S. (2024). The Mental Game: Cognitive Training, Creativity & Game Intelligence in Handball. Aachen: Meyer & Meyer.
2024 - Memmert, D. (Hrsg.) (2024). Handbuch Sporttechnologie. Berlin: Springer-Verlag.
2023 - Memmert (Hrsg.) (2023). Handbuch Sportinformatik. Berlin: Springer-Verlag.
2023 - Memmert, D. & Raabe, D. (2023). Data Analytics in Football. Positional Data Collection, Modelling and Analysis (3. Edition). Abingdon: Routledge.
2022 - Memmert, D., Strauß, B, & Theweleit, D. (2022). Mind Match Fußball – Wie mentale Faktoren über die letzten Prozente entscheiden. Berlin: Springer-Verlag.
2022 - Memmert, D. & Leiner, S. (2022). The Mental Game: Cognitive Training, Creativity, & Game Intelligence in Tennis. Aachen: Meyer & Meyer.
2022 - Memmert, D. (2022). Spielanalyse. Berlin: Springer-Verlag.
2022 - Memmert, D. & König, S. (2022). Basketballspiele werden im Kopf entschieden. Kognitives Training, Kreativität und Spielintelligenz im Amateur- und Leistungsbereich. Aachen: Meyer & Meyer.
2021 - Memmert, D. & König, S. (2021). Handballspiele werden im Kopf entschieden: Kognitives Training, Kreativität und Spielintelligenz im Amateur- und Leistungsbereich. Aachen: Meyer & Meyer.
2021 - Memmert, D. (2021). Match Analysis. Abingdon: Routledge.
2021 - Memmert, D., Breuer, C., Nolte, M., Brinkschulte, M., Dallmeyer, S., Giel, T., ... & Wassmuth, A. (2021). Bekämpufung der Spiel Wettbewerbsmanipulation: Evaluierung von Präventionsmaßnahmen im organisierten Sport. Köln: Strauß-Verlag.
2021 - Memmert, D. (2021). The Mental Game: Cognitive Training, Creativity, & Game Intelligence in Soccer. Aachen: Meyer & Meyer.
2020 - Memmert, D., & Noel, B. (2020). Penalty kicks in soccer: the psychology of success. Aachen: Meyer & Meyer.
2020 - Memmert, D. & Leiner, S. (2020). Tennisspiele werden im Kopf entschieden: Kognitives Training, Kreativität und Spielintelligenz im Amateur- und Leistungsbereich. Aachen: Meyer & Meyer.
2020 - Memmert, D., Lobert, A.-K., Kaffenberger, N., Schepers, M., Schwab, S., & Paatz, M. (2020a). Abenteuer Bewegung - Lernen um zu lernen. 32 Stundenbilder für eine sportartübergreifende Grundlagenausbildung für die 3. Klasse. Aachen: Meyer & Meyer.
2020 - Memmert, D., Lobert, A. K., Kaffenberger, N., Schwab, S., Schepers, M., & Paatz, M. (2020). 33 Stundenbilder für eine sportartübergreifende Grundlagenausbildung für die vierte Klasse. Meyer & Meyer.
2019 - Memmert, D. (2019). Fußballspiele werden im Kopf entschieden: Kognitives Training, Kreativität und Spielintelligenz im Amateur- und Leistungsbereich. Aachen: Meyer & Meyer.
2019 - Memmert, D., & Raabe, D. (2019). Data Analytics in Football. Positional Data Collection, Modelling and Analysis. Routledge: Abingdon.
2019 - Memmert, D., & Raabe, D. (2019). Revolution im Profifußball. Mit Big Data zur Spielanalyse 4.0 (2. Auflage). Springer-Verlag: Berlin.
2017 - Memmert, D., Veit, J., & Paatz, M. (2017a). Abenteuer Bewegung - Lernen um zu lernen. 32 Stundenbilder für eine sportartübergreifende Grundlagenausbildung für die 1. Klasse. Aachen: Meyer & Meyer.
2017 - Memmert, D., Veit, J., & Paatz, M. (2017b). Abenteuer Bewegung - Lernen um zu lernen. 32 Stundenbilder für eine sportartübergreifende Grundlagenausbildung für die 2. Klasse. Aachen: Meyer & Meyer.
2017 - te Poel, H.-D. & Memmert, D. (2017). 10 Fußballstunden (5.–7. Klasse). Sportpocket. Schorndorf: Hofmann.
2017 - Memmert, D., & Noel, B. (2017). Elfmeter. Die Psychologie des Strafstoßes. Hogrefe-Verlag: Göttingen.
2017 - Memmert, D., & Raabe, D. (2017, 2019, 2026). Revolution im Profifußball. Mit Big Data zur Spielanalyse 4.0 (3. Auflage). Springer-Verlag: Berlin.
2016 - Furley, P., Fasold, F., Hüttermann, S., Klein-Soetebier, T., Kreitz, C., Noel, B., Rein, R., & Memmert, D. (Hrsg.). (2016). Just Play it - "Innovative, international approaches to games" Abstractband zum 10. dvs-Sportspiel-Symposium vom 25. - 27. Juli 2016 an der Deutschen Sporthochschule Köln. Hamburg: Czwalina Feldhaus Verlag.
2015 - Memmert, D. (2015). Teaching Tactical Creativity in Sport: Research and Practice. Abingdon: Routledge.
2014 - Memmert, D. & Furley, P. (2014). Zur Spielfähigkeit in Schule und Verein. Kunreuth: Sportbuch- und Medienverlag Weineck e.K.
2014 - Memmert, D., Kaffenberger, N., & Weirether, S. (2014). Die Schneeschule. Einer saisonal übergreifende Basisausbildung für den Wintersport. Balingen: Spitta.
2014 - Memmert, D., Kaffenberger, N., & Weirether, S. (2014). Die Schneeschule. Eine saisonal übergreifende Basisausbildung für den Wintersport. Balingen: Spitta.
2013 - Memmert, D., Strauß, B. & Theweleit, D. (2013). Der Fußball - Die Wahrheit. Fußballspiele werden im Kopf entschieden. München: Süddeutsche Zeitung Edition.
2013 - Antonietti, A., Colombo, B., & Memmert, D. (2013) (Eds.). Psychology of Creativity: Advances in Theory, Research and Application. Hauttauge, N.Y.
2012 - König, S. Memmert, D. & Kolb, M. (Hrsg.) (2012). Sport-Spiel-Unterricht. Berlin: Logos.
2012 - Weineck, J., Memmert, D. & Uhing. (2012). Optimales Koordinationstraining im Fußball. Balingen: Spitta-Verlag.
2011 - König, S., Memmert, D. & Moosmann, K. (2011). Das große Buch der Sportspiele. Wiebelsheim: Limpert-Verlag.
2006 - Memmert, D. (2006, 2014). Optimales Taktiktraining im Leistungsfußball. Balingen: Spitta Verlag.
2006 - Memmert, D. & Breihofer, P. (2006, 2013, 2020). Doppelstunde Fußball. Schorndorf: Hofmann.
2006 - Roth, K., Memmert, D. & Schubert, R. (2006, 2013). Ballschule Wurfspiele. Schorndorf. Hofmann.
2004 - Memmert. D. (2004). Kognitionen im Sportspiel. Köln. Sport & Buch Strauß.
2001 - Roth, K., Kröger, Ch. & Memmert, D. (2002, 2014). Ballschule Rückschlagspiele. Schorndorf: Hofmann.